# Ubuntu Certified Professional

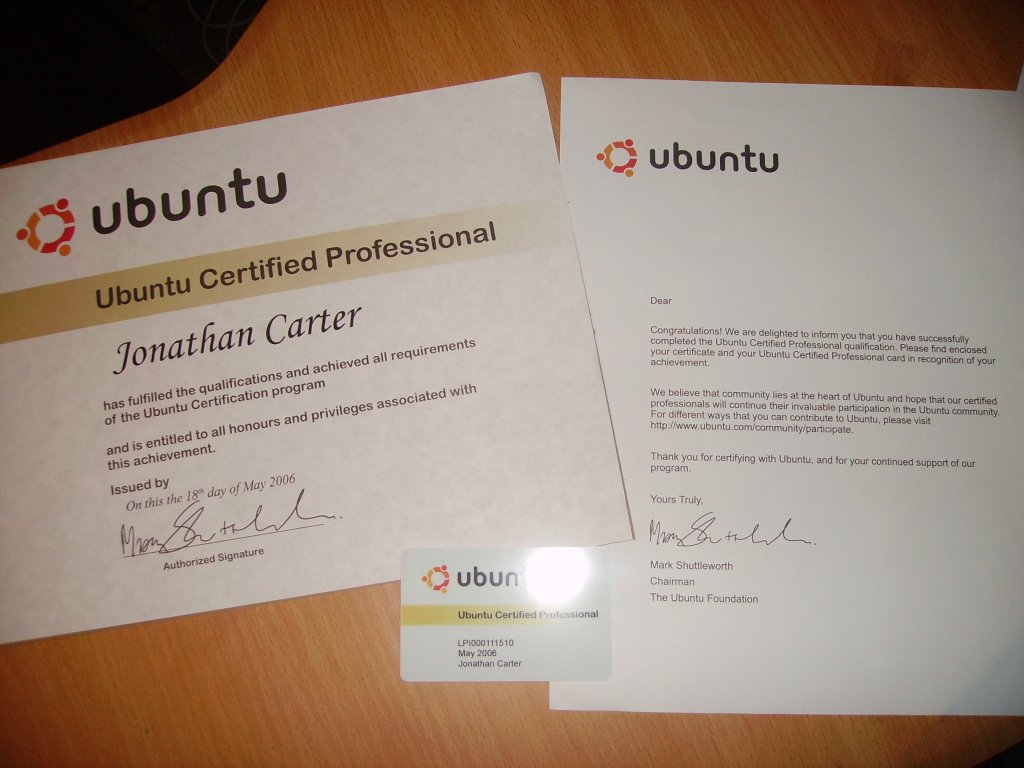
Ubuntu Certified Professional.

Ubuntu Certified Professional (UCP) é um certificado de conhecimento de Ubuntu GNU/Linux, administrado pela LPI e baseado no seu certificado de nível 1, criado a partir de um acordo assinado em maio de 2006 entre Canonical Ltd. e Linux Professional Institute.
O UCP é parte do certificado LPIC, como módulo somado aos certificados LPI 117-101 e LPI 117-102. O seu código é o LPI 117-199.
Os testes de certificação do aluno capacidade para:
- Instalar e configurar sistemas Ubuntu
- Executar tarefas rotineiras administração: iniciar e desligar o sistema, gerenciar contas de usuário e sistemas de arquivos, e manter sistema de segurança
- Configure a conectividade de rede e os principais serviços de rede
- Trabalho produtivamente na linha de comando do Linux